# Фередоксини
Фередоксини (від лат. ferrum — «залізо» і redox — «окислювально-відновні») — залізосірчані білки, що беруть участь в передачі електрона у численних метаболічних реакцій. Термін «фередоксин» запровадив співробітник компанії DuPont Д. С. Вартон. Спочатку його вживали щодо «залізо-залежного білка», вперше отриманого 1962 року Валентином Мортенсоном і Карнаганом з анаеробної бактерії Clostridium pasteurianum. Інший подібний білок, ізольований з хлоропластів шпинату Тагавою і Арноном в 1962 році, отримав назву «хлоропластного фередоксину». 
Цей білок бере участь як в реакції у циклічного, так і у нециклічного фосфорилювання в процесі фотосинтезу. В нециклічному фосфорилюванні, фередоксин є останнім акцептором електрона й відновлює фермент НАДФ+-редуктазу. Він приймає електрони від збудженого сонячним світлом хлорофілу й перетворює їхню енергію на утворення ферменту фередоксин:НАДФ+-оксиредуктазу (КФ 1.18.1.2). 
Фередоксини є невеликими білками, що містять іони заліза і сірки, організовані в залізо-сірчані кластери. Ці біологічні «конденсатори» здатні приймати електрони, в результаті чого, змінюють відновно-окисний стан (+2 або +3) атома заліза. Цим шляхом, фередоксин діє як агент передачі електрона в біологічних окисно-відновних реакціях. Інші біоорганічні системи передачі електрона включають також рубередоксини, цитохроми, блакитні мідні білки та білки Ріске. Фередоксини класифікують за будовою залізо-сірчаних кластерів та за нуклеотидною послідовністю.